# Far Beyond a Distant Sun - Live Arlington, Texas
Far Beyond a Distant Sun - Live in Arlington Texas je první a dosud jediné oficiálně vydané živé album skupiny Captain Beyond, vydané v roce 2002.

## Seznam skladeb
1. "Intro/Distant Sun" – 6:33
2. "Drifting in Open Space" – 4:04
3. "Pandora's Box/1000 Days of Yesterday" (Rod Evans, Bobby Caldwell) – 14:55
4. "Dancing Madly Backwards" (Evans, Caldwell) – 18:15
5. "Mesmerization Eclipse" (Evans, Caldwell) – 18:05
6. "Stone Free" (Jimi Hendrix) – 5:21

## Sestava
- Rod Evans – sólový zpěv, tamburína
- Rhino – sólová kytara
- Lee Dorman – basová kytara, doprovodný zpěv
- Bobby Caldwell – bicí